# بطنيات الأرجل العالية
بطنيات الأرجل العالية (الاسم العلمي: Hypsogastropoda) هي رتيبة من الحيوانات تتبع طائفة بطنيات الأرجل من شعبة الرخويات.

## فصائل
- الطنية